# Draconarius himalayaensis
Draconarius himalayaensis är en spindelart som först beskrevs av Hu 200.  Draconarius himalayaensis ingår i släktet Draconarius och familjen mörkerspindlar. Inga underarter finns listade i Catalogue of Life.